# Cápák között (hetedik évad)
A Cápák között című üzleti show-műsor hetedik évada 2024 januárjában indult az RTL-en és június 9-én ért véget. 

## Cápák és műsorvezető

### Cápák
Az előző évadhoz képest változás történt a cápák között. Balogh Péter, Balogh Levente, Moldován András, Orbók Ilona és Varga Eszter mellé érkezett egy új cápa, Sárospataki Albert és visszatért egy év kihagyás után Lakatos István. 
Az előző évadokhoz képest változás, hogy a cápák két csoportban hallgatják meg a vállalkozókat. 
| A csoport      | A csoport          | A csoport    | A csoport    | A csoport       |
| -------------- | ------------------ | ------------ | ------------ | --------------- |
| Balogh Levente | Sárospataki Albert | Balogh Péter | Varga Eszter | Moldován András |
| B csoport      |                    |              |              |                 |
| Balogh Levente | Lakatos István     | Balogh Péter | Orbók Ilona  | Moldován András |

### Műsorvezető
A műsorvezető személye az első évad óta változatlan, a műsorvezető ebben az évadban is Kovalcsik Ildikó (Lilu) volt. 

## Befektetések
A műsorban a cápák közé különböző ajánlatokkal érkeznek a szereplők, akik egy pitch keretében mutatják be az ötletüket vagy vállalkozásukat. A cápák ezt követően ajánlatot tesznek amit a vállalkozó vagy elfogad vagy elutasít.
A cápák és a vállalkozók a műsorban csak ígéretet tesznek a befektetés megvalósulására, viszont előfordulhat, hogy végül a befektetés nem történik meg.

### A cápák ajánlatai
A cápa nem tett ajánlatot.
     Befektetést kapott a cápától.
     A műsorban nem kapott befektetést a cápától csak a műsor után.
     A kapott ajánlatot elutasította, vagy a cápa visszavonta az ajánlatát.
     A teljes ajánlathoz további cápák csatlakozására lett volna szükség, így a befektetés nem valósult meg.
     Ingyenes támogatást kapott.
| 1. epizód                    | 1. epizód      | 1. epizód      | 1. epizód          | 1. epizód    | 1. epizód                                   | 1. epizód       |
| Vállalkozás                  | Kategória      | Cápák          | Cápák              | Cápák        | Cápák                                       | Cápák           |
| Vállalkozás                  | Kategória      | Balogh Levente | Sárospataki Albert | Balogh Péter | Varga Eszter                                | Moldován András |
| ---------------------------- | -------------- | -------------- | ------------------ | ------------ | ------------------------------------------- | --------------- |
| helpee                       | Higiénia       |                |                    |              |                                             |                 |
| Carly's                      | Alkoholos ital |                |                    |              |                                             |                 |
| naturiti                     | Szolgáltatás   |                |                    |              |                                             |                 |
| 2. epizód                    |                |                |                    |              |                                             |                 |
| Vállalkozás                  | Kategória      | Cápák          | Cápák              | Cápák        | Cápák                                       | Cápák           |
| Vállalkozás                  | Kategória      | Balogh Levente | Lakatos István     | Balogh Péter | Orbók Ilona                                 | Moldován András |
| Húsleves és társai           | Vendéglátás    |                |                    |              |                                             |                 |
| Emlékvilág                   | Ajándéktárgy   |                |                    |              |                                             |                 |
| AIRobotics                   | Technológia    |                |                    |              |                                             |                 |
| Giggle                       | Alkalmazás     |                |                    |              |                                             |                 |
| 3. epizód                    |                |                |                    |              |                                             |                 |
| Vállalkozás                  | Kategória      | Cápák          | Cápák              | Cápák        | Cápák                                       | Cápák           |
| Vállalkozás                  | Kategória      | Balogh Levente | Sárospataki Albert | Balogh Péter | Varga Eszter                                | Moldován András |
| Food Revolution              | Szolgáltatás   |                |                    |              |                                             |                 |
| One Beer                     | Alkoholos ital |                |                    |              |                                             |                 |
| Hubscience                   | Szoftver       |                |                    |              |                                             |                 |
| 4. epizód                    |                |                |                    |              |                                             |                 |
| Vállalkozás                  | Kategória      | Cápák          | Cápák              | Cápák        | Cápák                                       | Cápák           |
| Vállalkozás                  | Kategória      | Balogh Levente | Lakatos István     | Balogh Péter | Orbók Ilona                                 | Moldován András |
| EZZRA                        | Divat          |                |                    |              |                                             |                 |
| Kalandkönyv                  | Játék          |                |                    |              |                                             |                 |
| Csipcsiripp Plüssmanufaktúra | Játék          |                |                    |              |                                             |                 |
| 5. epizód                    |                |                |                    |              |                                             |                 |
| Vállalkozás                  | Kategória      | Cápák          | Cápák              | Cápák        | Cápák                                       | Cápák           |
| Vállalkozás                  | Kategória      | Balogh Levente | Sárospataki Albert | Balogh Péter | Varga Eszter                                | Moldován András |
| Flodravin                    | Technológia    |                |                    |              |                                             |                 |
| MyCellen                     | Egészségügy    |                |                    |              |                                             |                 |
| 6. epizód                    |                |                |                    |              |                                             |                 |
| Vállalkozás                  | Kategória      | Cápák          | Cápák              | Cápák        | Cápák                                       | Cápák           |
| Vállalkozás                  | Kategória      | Balogh Levente | Lakatos István     | Balogh Péter | Orbók Ilona                                 | Moldován András |
| Cricks                       | Élelmiszer     |                |                    |              |                                             |                 |
| Fraxinea                     | Technológia    |                |                    |              | Ajánlatot tett a teljes cég felvásárlására. |                 |
| 7. epizód                    |                |                |                    |              |                                             |                 |
| Vállalkozás                  | Kategória      | Cápák          | Cápák              | Cápák        | Cápák                                       | Cápák           |
| Vállalkozás                  | Kategória      | Balogh Levente | Sárospataki Albert | Balogh Péter | Varga Eszter                                | Moldován András |
| Meeple Stickers              | Játék          |                |                    |              |                                             |                 |
| Smell&Go                     | Ajándék        |                |                    |              |                                             |                 |
| HerbClinic                   | Egészség       |                |                    |              |                                             |                 |
| 8. epizód                    |                |                |                    |              |                                             |                 |
| Vállalkozás                  | Kategória      | Cápák          | Cápák              | Cápák        | Cápák                                       | Cápák           |
| Vállalkozás                  | Kategória      | Balogh Levente | Lakatos István     | Balogh Péter | Orbók Ilona                                 | Moldován András |
| Collarful                    | Állattartás    |                |                    |              |                                             |                 |
| 7SCENTS                      | Luxusipar      |                |                    |              |                                             |                 |
| 9. epizód                    |                |                |                    |              |                                             |                 |
| Vállalkozás                  | Kategória      | Cápák          | Cápák              | Cápák        | Cápák                                       | Cápák           |
| Vállalkozás                  | Kategória      | Balogh Levente | Sárospataki Albert | Balogh Péter | Varga Eszter                                | Moldován András |
| SuncityBBQ                   | Élelmiszer     |                |                    |              |                                             |                 |
| 10. epizód                   |                |                |                    |              |                                             |                 |
| Vállalkozás                  | Kategória      | Cápák          | Cápák              | Cápák        | Cápák                                       | Cápák           |
| Vállalkozás                  | Kategória      | Balogh Levente | Lakatos István     | Balogh Péter | Orbók Ilona                                 | Moldován András |
| modern goddess               | Ajándék        |                |                    |              |                                             |                 |
| NeerY                        | Tech           |                |                    |              |                                             |                 |
| 11. epizód                   |                |                |                    |              |                                             |                 |
| Vállalkozás                  | Kategória      | Cápák          | Cápák              | Cápák        | Cápák                                       | Cápák           |
| Vállalkozás                  | Kategória      | Balogh Levente | Sárospataki Albert | Balogh Péter | Varga Eszter                                | Moldován András |
| Swappis                      | Kereskedelem   |                |                    |              |                                             |                 |
| Én Tervező Határidőnapló     | Pszichológia   |                |                    |              |                                             |                 |
| 12. epizód                   |                |                |                    |              |                                             |                 |
| Vállalkozás                  | Kategória      | Cápák          | Cápák              | Cápák        | Cápák                                       | Cápák           |
| Vállalkozás                  | Kategória      | Balogh Levente | Lakatos István     | Balogh Péter | Orbók Ilona                                 | Moldován András |
| baby cucc                    | Bérbeadás      |                |                    |              |                                             |                 |
| Fels BBQ                     | Élelmiszer     |                |                    |              |                                             |                 |
| 13. epizód                   |                |                |                    |              |                                             |                 |
| Vállalkozás                  | Kategória      | Cápák          | Cápák              | Cápák        | Cápák                                       | Cápák           |
| Vállalkozás                  | Kategória      | Balogh Levente | Sárospataki Albert | Balogh Péter | Varga Eszter                                | Moldován András |
| Mix Your nature              | Szépségápolás  |                |                    |              |                                             |                 |
| 14. epizód                   |                |                |                    |              |                                             |                 |
| Vállalkozás                  | Kategória      | Cápák          | Cápák              | Cápák        | Cápák                                       | Cápák           |
| Vállalkozás                  | Kategória      | Balogh Levente | Lakatos István     | Balogh Péter | Orbók Ilona                                 | Moldován András |
| Lukas & Lea                  | Gasztronómia   |                |                    |              |                                             |                 |
| Learn-O-Bot                  | Technológia    |                |                    |              |                                             |                 |
| 15. epizód                   |                |                |                    |              |                                             |                 |
| Vállalkozás                  | Kategória      | Cápák          | Cápák              | Cápák        | Cápák                                       | Cápák           |
| Vállalkozás                  | Kategória      | Balogh Levente | Sárospataki Albert | Balogh Péter | Varga Eszter                                | Moldován András |
| tunki-tunki                  | Élelmiszer     |                |                    |              |                                             |                 |
| OKOS HACCP                   | Technológia    |                |                    |              |                                             |                 |
| 16. epizód                   |                |                |                    |              |                                             |                 |
| Vállalkozás                  | Kategória      | Cápák          | Cápák              | Cápák        | Cápák                                       | Cápák           |
| Vállalkozás                  | Kategória      | Balogh Levente | Lakatos István     | Balogh Péter | Orbók Ilona                                 | Moldován András |
| Möbius-fashion               | Ruházat        |                |                    |              |                                             |                 |
| JÓSZAKI.HU                   | Weboldal       |                |                    |              |                                             |                 |
| Wolf&Lamb                    | Alkohol        |                |                    |              |                                             |                 |

## Nézettség
Az évad legmagasabb nézettsége.
     Az évad legalacsonyabb nézettsége.
| Adás     | Sugárzás          | Idősáv         | Teljes lakosság (4+) | Teljes lakosság (4+) | Teljes lakosság (4+) | Célközönség (18-49) | Célközönség (18-49) | Célközönség (18-49) | Csatorna | Forrás |
| Adás     | Sugárzás          | Idősáv         | AMR                  | Arány (AMR%)         | Heti helyezés        | AMR                 | Arány (AMR%)        | Heti helyezés       | Csatorna | Forrás |
| -------- | ----------------- | -------------- | -------------------- | -------------------- | -------------------- | ------------------- | ------------------- | ------------------- | -------- | ------ |
| 1.adás   | 2024. január 7.   | vasárnap 19:00 | 642017               | 7,6                  | 6.                   | 245076              | 6,7                 | 2.                  |          | [ 4 ]  |
| 2. adás  | 2024. január 14.  | vasárnap 19:00 | 579274               | 6,8                  | 6.                   | 209399              | 5,8                 | 3.                  |          | [ 4 ]  |
| 3. adás  | 2024. január 21.  | vasárnap 19:00 | 644839               | 7,6                  | 6.                   | 233928              | 6,4                 | 1.                  |          | [ 4 ]  |
| 4. adás  | 2024. január 28.  | vasárnap 19:00 | 663754               | 7,8                  | 3.                   | 236000              | 6,5                 | 1.                  |          | [ 4 ]  |
| 5. adás  | 2024. február 4.  | vasárnap 19:00 | 660955               | 7,8                  | 6.                   | 267606              | 7,4                 | 1.                  |          | [ 4 ]  |
| 6. adás  | 2024. február 11. | vasárnap 19:00 | 681605               | 8,0                  | 3.                   | 277436              | 7,6                 | 1.                  |          | [ 4 ]  |
| 7. adás  | 2024. február 18. | vasárnap 19:00 | 689562               | 8,1                  | 3.                   | 258984              | 7,1                 | 1.                  |          | [ 4 ]  |
| 8. adás  | 2024. február 25. | vasárnap 19:00 | 725620               | 8,6                  | 3.                   | 284911              | 7,8                 | 1.                  |          | [ 4 ]  |
| 9. adás  | 2024. március 3.  | vasárnap 19:00 | 703906               | 8,3                  | 3.                   | 263599              | 7,3                 | 1.                  |          | [ 4 ]  |
| 10. adás | 2024. április 28. | vasárnap 19:25 | 512527               | 6,1                  | 7.                   | 187915              | 5,2                 | 2.                  |          | [ 4 ]  |
| 11. adás | 2024. május 5.    | vasárnap 19:25 | 484937               | 5,7                  | 5.                   | 168081              | 4,6                 | 2.                  |          | [ 4 ]  |
| 12. adás | 2024. május 12.   | vasárnap 19:25 | 446915               | 5,3                  | 8.                   | 140109              | 3,9                 | 4.                  |          | [ 4 ]  |
| 13. adás | 2024. május 19.   | vasárnap 19:25 | 349149               | 4.1                  | 12.                  | 118248              | 3,3                 | 5.                  |          | [ 4 ]  |
| 14. adás | 2024. május 26.   | vasárnap 19:25 | 447048               | 5,3                  | 9.                   | 176498              | 4,9                 | 2.                  |          | [ 4 ]  |
| 15. adás | 2024. június 2.   | vasárnap 19:30 | 479605               | 5,7                  | 7.                   | 183814              | 5,1                 | 2.                  |          | [ 4 ]  |
| 16. adás | 2024. június 9.   | vasárnap 19:15 | 452373               | 5,3                  | 8.                   | 155025              | 4,3                 | 3.                  |          | [ 4 ]  |